# Брусиловка (Краснокаменський район)
Бруси́ловка (рос. Брусиловка) — село у складі Краснокаменського району Забайкальського краю, Росія. Входить до складу Середньоаргунського сільського поселення.

## Населення
Населення — 161 особа (2010; 273 у 2002).
Національний склад (станом на 2002 рік):
- росіяни — 92 %